# 三浦ちあき
三浦 ちあき（みうら ちあき、1月3日 - ）は、近畿地方を拠点に活動している日本のフリーアナウンサー。ビー・グラッド所属。

## 経歴
富山県婦負郡八尾町（現・富山市）出身。
2003年に北日本放送 (KNB) に入社し、同局のアナウンサーになる。在籍中、一貫して夕方のローカルワイド番組内で放送されるスポーツコーナーを担当していた。
2013年3月に北日本放送を退社し、以後は2021年12月まで日本国内でフリーアナウンサーとして活動。フリー転向直後にはエフエム石川 (HELLO FIVE) のパーソナリティを務めていたが、和歌山放送 (WBS) のパーソナリティになってからは近畿地方を拠点に活動している。
2021年12月まで和歌山放送の番組収録に参加した後、2022年1月からドバイに滞在。以後は音声配信アプリ stand.fm を利用し、現地から自主制作番組の配信を行っている。
2022年3月に帰国し、4月から和歌山放送のWA!ERAを再び担当。

## 人物
学生時代に打ち込んでいたスポーツは陸上競技で、中学1年の時に富山県中学校駅伝競走大会に出場。高校時代には400メートルハードルでインターハイに、400メートル走で北信越大会に出場している。
北日本放送への入社後にも各種陸上競技大会に参加。2008年には東京マラソンととやま清流マラソンに、2010年には小布施見にマラソンに、2011年にはカーター記念黒部名水マラソンに出場し、共に完走を果たしている。

## 担当番組

### テレビ番組
- KNBニュースプラス1（北日本放送、2003年 - 2006年） - スポーツコーナー担当
- KNB Newsリアルタイム（北日本放送、2006年 - 2010年） - スポーツコーナー担当
- KNB news every.（北日本放送、2010年 - 2013年） - スポーツコーナー担当
- スポーツ中継（北日本放送） - 取材、リポーター、インタビュアー[6]
- ニュース&情報 5チャンDO!（テレビ和歌山） - 中継リポーター

### ラジオ番組
- スポーツ中継（KNBラジオ） - リポーター[2]
- Wannahappiness!!（エフエム石川、2013年 - 2014年） - 水曜担当
- コミュニティ・ガイド（エフエム石川）
- FM石川ニュース（エフエム石川）
- Be Smart!（ウメダFM Be Happy!789）
- ニュースde和歌山 ちょくダネ。（和歌山放送、2014年 - 2016年） - 金曜担当
- 情報ワイド きい☆ハンター（和歌山放送、2014年 - 2016年） - 金曜「コープでつながる」担当
- つながるワイド〜応援団長なおきの全開！水曜日（和歌山放送、2015年 - 2017年）
- グッディ!（和歌山放送、2016年 - ） - 「Honda Dream Navi」担当
- ボックス（和歌山放送、2016年 - ） - 金曜「コープでつながる」担当
- wbsニュース5（和歌山放送、2016年 - 2021年） - 「県庁だより」「定期便 教育の窓」担当
- WA!ERA（和歌山放送、2016年 - 2021年）
- ラジオで女子旅（和歌山放送、2017年 - ） - 2022年に本人がドバイに旅立ってからは、前年中に日本国内で収録した音源が流されている[8]。
- JAグループアワー（和歌山放送）
- わたくしの作文（和歌山放送）
- 和歌山放送ニュース（和歌山放送）